# Latitud geocéntrica

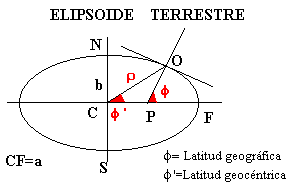
Latitud y latitud geocéntrica.

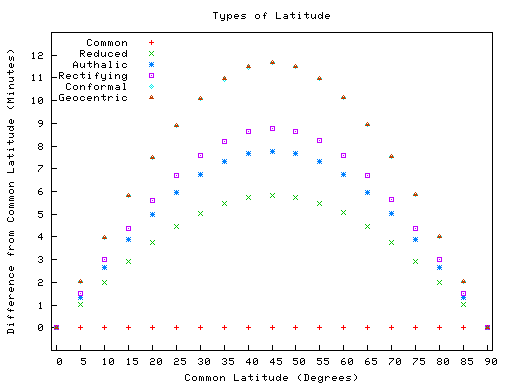
Diferencia entre las distintas formas de medir la latitud.

La latitud geocéntrica es el ángulo que forma el lugar sobre la Tierra con el ecuador terrestre visto desde el centro de la Tierra. No coincide con la latitud o ángulo que forma un lugar con el ecuador terrestre por ser la Tierra aproximadamente un elipsoide de revolución.
Para relacionarlos se introduce la variable auxiliar u:
{\displaystyle \tan(u)={\frac {b}{a}}\times \tan(\Phi )}
Si H es la altitud en metros del observador y {\displaystyle \rho } la distancia al centro de la Tierra, se cumple:
{\displaystyle \rho \times \sin(\Phi ')={\frac {b}{a}}\times \sin(u)+{\frac {H}{6378140}}\times \sin(\Phi )}
{\displaystyle \rho \times \cos(\Phi ')=\cos(u)+{\frac {H}{6378140}}\times \cos(\Phi )}
Es útil para calcular la corrección por paralaje diurno, calcular eclipses y ocultaciones.
- Datos: Q149922